# Дужин
Дужин (пол. Durzyn, нім. Durschin) — село в Польщі, у гміні Кротошин Кротошинського повіту Великопольського воєводства.
Населення — 88 осіб (2011).
У 1975-1998 роках село належало до Каліського воєводства.

## Демографія
Демографічна структура станом на 31 березня 2011 року:
|          | Загалом | Допрацездатний вік | Працездатний вік | Постпрацездатний вік |
| -------- | ------- | ------------------ | ---------------- | -------------------- |
| Чоловіки | 39      | 6                  | 30               | 3                    |
| Жінки    | 49      | 11                 | 31               | 7                    |
| Разом    | 88      | 17                 | 61               | 10                   |